# SN 2008bt
SN 2008bt – supernowa typu Ia odkryta 13 kwietnia 2008 roku w galaktyce NGC 3404. W momencie odkrycia miała maksymalną jasność 16,60m.